# ديليا ماغانا
ديليا ماغانيا (بالإسبانية: Delia Magaña)‏ راقصة ومغنية وممثلة مكسيكية (ولدت يوم 2 فبراير من العام 1903) بدأت بالتمثيل في السينما الصامتة واشتهرت بأدوارها الهزلية، وامتدت مسيرتها السينمائية نحو 6 عقود. (توفيت يوم 31 مارس من العام 1996)

## روابط خارجية
- ديليا ماغانا على موقع IMDb (الإنجليزية)
- ديليا ماغانا على موقع قاعدة بيانات الفيلم (الإنجليزية)